# District de Chongwe
Le district de Chongwe est un district de Zambie, situé dans la Province de Lusaka. Sa capitale se situe à Chongwe. Selon le recensement zambien de 2000, le district a une population de 137 461 personnes.